# Bulgariska jordbrukarförbundet "Aleksandăr Stambolijski"
Bulgariska jordbrukarförbundet Aleksandăr Stambolijski (Българският земеделски народен съюз „Александър Стамболийски“) är ett bulgariskt politiskt parti.
Partiet bildades 1989 när det kommunistiska systemet i Bulgarien stod inför sin kollaps. Jordbrukarförbundet är ett mittenparti, byggt på värdekonservativa och kristna grundvärderingar. Partiet är uppkallat efter den tidigare bulgariske premiärministern Aleksandăr Stambolijski, som avrättades 1923.
1994 valdes partiet in i parlamentet och sedan 1997 är man en del av valalliansen Koalition för Bulgarien.